# 北海道道702号美和豊浦停車場線
北海道道702号美和豊浦停車場線（ほっかいどうどう702ごう みわとようらていしゃじょうせん）は、北海道虻田郡豊浦町内を結ぶ一般道道（北海道道）である。

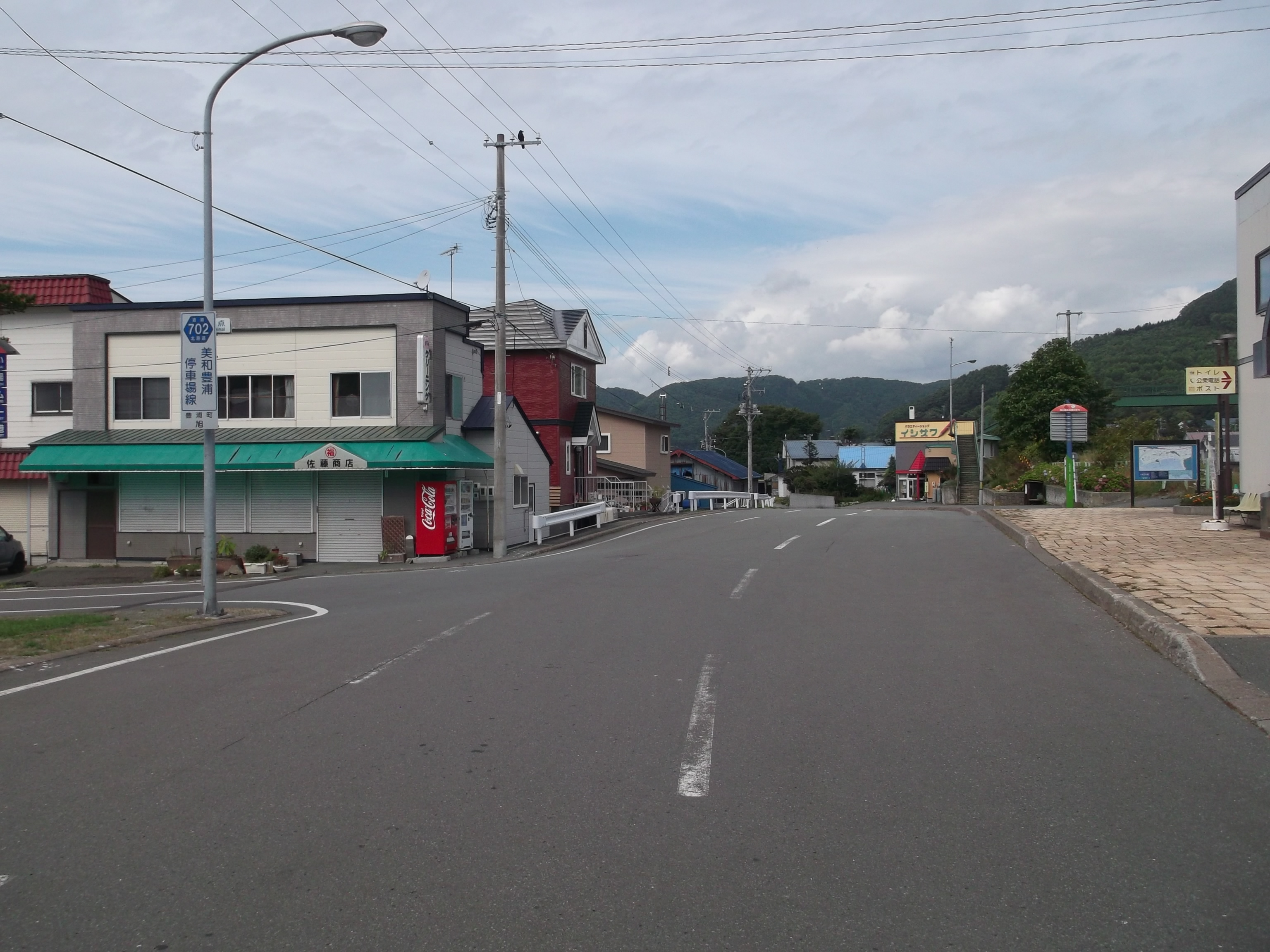
豊浦駅前

## 概要

### 路線データ
- 起点：北海道虻田郡豊浦町美和（北海道道914号新富神里線交点）
- 終点：北海道虻田郡豊浦町旭町（JR北海道 室蘭本線 豊浦駅）
- 路線延長：8.8 km（内、重複区間0.3 km）

## 歴史
- 1971年（昭和46年）3月31日 路線認定[1]。

## 地理

### 通過する自治体
- 胆振総合振興局
  - 虻田郡豊浦町

### 交差する道路
豊浦町
- 北海道道914号新富神里線 - 美和（起点）
- 国道37号 - 浜町

### 沿線にある施設など
豊浦町
- インディアン水車公園 - 浜町
- 伊達信用金庫虻田支店豊浦出張所 - 幸町15
- 豊浦郵便局 - 幸町65
- 豊浦町役場 - 船見町10
- JR北海道 室蘭本線 豊浦駅 - 字旭町